# Pondok II
Pondok II is een bestuurslaag in het regentschap Pariaman van de provincie West-Sumatra, Indonesië. Pondok II telt 1077 inwoners (volkstelling 2010).